# Virus des taches chlorotiques du pommier
Trichovirus mali
Espèce
Synonymes
- Apple chlorotic leaf spot virus (ICTV, 1993)

Selon CABI :
- Apple chlorotic leaf spot trichovirus
- Apple latent 1 virus
- Apple latent virus type 1
- Bark split virus
- Peach green mottle virus
- Pear ring mosaic virus
- Pear ring pattern mosaic virus
- Plum bark split virus
- Plum pseudopox virus
- Quince stunt virus

Le virus des taches chlorotiques du pommier (ACLSV, Apple chlorotic leaf spot virus), nom scientifique Trichovirus mali, est une espèce de virus du genre Trichovirus (famille des Betaflexiviridae), dont elle est l'espèce-type. C'est un virus à ARN à simple brin de polarité positive, rattaché au groupe IV de la classification Baltimore. 
Ce virus, à répartition quasi-cosmopolite, affecte diverses espèces de plantes (phytovirus), en particulier les pommiers et plusieurs espèces du genre Prunus (arbres fruitiers et plantes ornementales). Les symptômes sont très variables, selon les souches du virus et les espèces et variétés de plantes-hôtes. L'infection passe souvent inaperçue (virus latent). Chez les variétés sensibles, il peut entraîner une réduction de la croissance et provoquer des pertes de rendement et une diminution de la qualité commerciale des fruits.

## Plantes-hôtes
Le virus ACLSV a une gamme d'hôtes relativement restreinte qui comprend diverses espèces de plantes de la famille des Rosaceae dans les genres Malus, Prunus, Pyrus, Cydonia, Sorbus et Mespilus. Les principales espèces affectées sont notamment : les pommiers (Malus domestica, Malus platycarpa et les pommiers ornementaux), les poiriers (Pyrus communis, Pyrus pyrifolia), le cognassier (Cydonia oblonga), l'abricotier (Prunus armeniaca), les cerisiers (Prunus avium, Prunus cerasus, Prunus tomentosa, Prunus cerasifera), les pruniers (Prunus domestica, Prunus salicina), le pêcher (Prunus persica) et le prunellier (Prunus spinosa).

## Transmission
L'ACLSV peut être transmis expérimentalement par inoculation mécanique ou par greffage. Sa dissémination naturelle chez les espèces végétales ligneuses est limitée du fait de l'absence de vecteurs biologiques efficaces.

## Liste des non-classés
Selon NCBI (11 février 2021) :
- Apple chlorotic leaf spot virus (isolate APPLE)
- Apple chlorotic leaf spot virus (isolate PLUM P863)